# HK Lakamativ Orcha
Le HK Lakamativ Orcha (en biélorusse : ХК Лакаматыў Орша) est un club de hockey sur glace de Orcha en Biélorussie.

## Historique
Le club est créé en 2018. Il évolue dans l'Ekstraliga B pendant deux saisons avant de monter en Ekstraliga en 2020 .

## Palmarès
- Vainqueur de l'Ekstraliga B : 2019.